# Bond Street (stacja metra)
Bond Street – podziemna stacja metra w Londynie, położona w dzielnicy City of Westminster, w pobliżu ulicy Bond Street. Działa od 1900 roku i obecnie obsługuje dwie linie: Central Line i Jubilee Line. Co roku korzysta z niej ok. 36,7 miliona pasażerów. Stacja należy do pierwszej strefy biletowej.